# Дейвис, Джейк
Джейк Де́йвис (англ. Jake Davis; 3 января 2002, Рочестер, Мичиган, США) — американский футболист, правый защитник клуба «Спортинг Канзас-Сити».

## Карьера
Дейвис присоединился к академии футбольного клуба «Спортинг Канзас-Сити» в 2017 году. 8 марта 2019 года он подписал академический контракт со «Своуп Парк Рейнджерс», фарм-клубом «Спортинга Канзас-Сити» в Чемпионшипе ЮСЛ, что не повлияло на его право на выступление в NCAA. Его дебют в составе «Своуп Парк Рейнджерс» состоялся 6 апреля в матче против «Бетлехем Стил», где он записал на свой счёт голевую передачу. 30 июня 2020 года Дейвис подписал профессиональный контракт со «Спортингом Канзас-Сити II», бывшим «Своуп Парк Рейнджерс».
19 августа 2021 года Дейвис подписал контракт со «Спортингом Канзас-Сити» в качестве доморощенного игрока до конца сезона MLS 2023 с опцией продления на сезон 2024. За «Спортинг КС» дебютировал 15 сентября в матче против «Миннесоты Юнайтед», выйдя на замену на 89-й минуте вместо Роджера Эспиносы. 9 октября в матче «Спортинга Канзас-Сити II» против «Луисвилл Сити» забил свои первые голы в профессиональной карьере, оформив дубль. По окончании сезона 2023, в котором он был признан лучшим игроком оборонительного плана клуба, «Спортинг КС» использовал опцию продления контракта Дейвиса.
В ноябре 2019 года Дейвис был вызван в сборную США до 17 лет для участия в турнире Nike International Friendlies 2019.

## Статистика выступлений
| Выступление             | Выступление      | Выступление      | Лига | Лига | Плей-офф | Плей-офф | Кубок | Кубок | Континент | Континент | Итого | Итого |
| Клуб                    | Лига             | Сезон            | Игры | Голы | Игры     | Голы     | Игры  | Голы  | Игры      | Голы      | Игры  | Голы  |
| ----------------------- | ---------------- | ---------------- | ---- | ---- | -------- | -------- | ----- | ----- | --------- | --------- | ----- | ----- |
| Спортинг Канзас-Сити II | USLC             | 2019             | 5    | 0    | —        | —        | —     | —     | —         | —         | 5     | 0     |
| Спортинг Канзас-Сити II | USLC             | 2020             | 15   | 0    | —        | —        | —     | —     | —         | —         | 15    | 0     |
| Спортинг Канзас-Сити II | USLC             | 2021             | 26   | 2    | —        | —        | —     | —     | —         | —         | 26    | 2     |
| Спортинг Канзас-Сити II | MLS Next Pro     | 2022             | 13   | 2    | —        | —        | —     | —     | —         | —         | 13    | 2     |
| Спортинг Канзас-Сити II | MLS Next Pro     | 2023             | 3    | 0    | 0        | 0        | —     | —     | —         | —         | 3     | 0     |
| Спортинг Канзас-Сити II | Итого            | Итого            | 62   | 4    | 0        | 0        | —     | —     | —         | —         | 62    | 4     |
| Спортинг Канзас-Сити    | MLS              | 2021             | 1    | 0    | 0        | 0        | —     | —     | —         | —         | 1     | 0     |
| Спортинг Канзас-Сити    | MLS              | 2022             | 3    | 0    | —        | —        | 1     | 0     | —         | —         | 4     | 0     |
| Спортинг Канзас-Сити    | MLS              | 2023             | 26   | 0    | 4        | 0        | 2     | 0     | 3         | 0         | 35    | 0     |
| Спортинг Канзас-Сити    | MLS              | 2024             | 0    | 0    | —        | —        | 0     | 0     | —         | —         | 0     | 0     |
| Спортинг Канзас-Сити    | Итого            | Итого            | 30   | 0    | 4        | 0        | 3     | 0     | 3         | 0         | 40    | 0     |
| Всего за карьеру        | Всего за карьеру | Всего за карьеру | 92   | 4    | 4        | 0        | 3     | 0     | 3         | 0         | 102   | 4     |

Источники: Transfermarkt, Soccerway, Football Database EU.